# Dinastia Savoia

Escut d'armes de la Casa de Savoia.

La Dinastia Savoia o Casa de Savoia és una dinastia que tradicionalment tenia els seus dominis a Savoia, i que esdevingué la casa regnant del Regne d'Itàlia, des de la seva fundació l'any 1861 fins a la instauració de la República Italiana el 1946.
Els pocs documents que fan referència als orígens de la Casa de Savoia són motiu de discussió i interpretació, i des de l'època d'Amadeu VIII (segle xv), fins al segle xix foren utilitzats criteris justificatius de tipus polític, amb un arbre genealògic fet a mesura. En un primer temps calgué justificar el títol ducal obtingut d'Amadeu VIII el 1416: fins a trobar un cronista medieval Jean d'Ormeville, que va viure durant el segle xv – que converteix la casa de Savoia en descendents d'Otó II de Saxònia.

## Orígens

### Comtat de Savoia
Aquesta dinastia va ser fundada per Humbert el de la Mà Blanca, un noble borgonyó que va morir aproximadament el 1048. Aquest va obtenir per al seu fill Odó I el títol de Comte de Savoia, amb dominis en el nord de la península Itàlica. Aquest últim, a través del seu matrimoni amb Adelaida de Susa, hereva del senyoriu de Torí al Piemont, va assolir estendre molt els dominis de la Casa comtal. En els següents tres segles, la família va assolir estendre els seus dominis entre França, Itàlia i Suïssa. Al segle xiii, el comtat de Niça va passar a mans de la família, la qual cosa donà als Savoia una sortida al mar.

### Ducat de Savoia
El 1416, Amadeu VIII de Savoia, a través del suport del Sacre Emperador Romà Segimon I, va establir el Ducat de Savoia i en fou el seu primer duc. Amadeu va abdicar en favor del seu fill Lluís I el 1434 i va fundar un orde religiós a Itàlia, sent escollit posteriorment Summe Pontífex pel Concili de Basilea amb el nom de Fèlix V l'any 1440, renunciant però al seu càrrec nou anys més tard.
Vers el 1536 l'autoritat dels ducs de Savoia sobre Ginebra finalitzà i la Casa va perdre totes les seves possessions a Suïssa. Aquest mateix any, Francesc I de França va envair i va ocupar la resta de possessions de la família. No obstant això, amb la derrota de França davant la Monarquia Hispànica el 1559, la Pau de Cateau-Cambrésis va restituir les terres a Manuel Filibert de Savoia.
Sota el domini de Víctor Amadeu II Savoia es va unir a les guerres contra Lluís XIV de França a la fi del segle xvii. Encara que els francesos van assolir moltes concessions dels Ducs, Savoia es va unir a la Gran Aliança contra el rei francès. El 1696, mitjançant la signatura del Tractat de Torí, Savoia va establir una pau amb França i va abandonar aquesta coalició europea. La nova unió de Savoia, aquest com amb l'Imperi austríac el 1703, contra França durant la Guerra de Successió Espanyola va comportar la invasió francesa del Piemont, finalment expulsada per Víctor Amadeu II i el general Eugeni de Savoia-Carignan.
Mitjançant el Tractat d'Utrecht Víctor Amadeu II va recobrar totes les terres preses per França al Piemont i a més li fou concedit el Sicília i el títol de Rei de Sicília. Així mateix, la meitat de la província de Montferrat que no va ser cedida a Savoia el 1631 va ser cedida als dominis dels Savoia per Àustria.

### Piemont-Sardenya
En 1717, durant la Guerra de successió espanyola, Sicília fou atorgada a la Dinastia Savoia, mentre que Sardenya ho fou als Habsburg, i en 1720 els Savoia intercanviaren la possessió de Sicília pel Regne de Sardenya.
El 1831 Carles Albert de Savoia fou coronat rei de Sardenya, príncep del Piemont, duc de Savoia, etc. El 1847 transformà la confederació d'estats dels Savoia en un sol Estat unitari, sota el nom de Regne de Sardenya. El 1849 abdicà a favor del seu fill, Víctor Manuel II de Savoia. Savoia passà a mans franceses a canvi del recolzament militar de Napoleó III a Víctor Manuel II en la seva guerra contra els austríacs a la unificació italiana en 1858.

### Regne d'Itàlia
Víctor Manuel II de Savoia cedí el Ducat de Savoia i el Comtat de Niça a França el 1860 i fou coronat rei d'Itàlia l'any 1861. Va ser succeït l'any 1878 per Humbert I de Savoia, assassinat el 1900. El fill d'aquest, Víctor Manuel III, va abdicar al maig de 1946 a favor de l'hereu de la corona, Humbert II, que va governar fins al juny d'aquell any, moment en el qual a Itàlia va ser proclamada la república després d'un referèndum constitucional en el qual a més es va manifestar el rebuig dels italians a la connivència que els Savoia havien tingut amb Benito Mussolini i el feixisme. Humbert II i el seu fill Víctor Manuel s'exiliaren a Portugal.
El fill d'Humbert II, Víctor Manuel d'Itàlia, és l'actual cap de la Casa Reial de Savoia. L'any 2002 prèvia renúncia als seus drets al tron s'aixecà la disposició constitucional que prohibia el retorn dels Savoia a Itàlia.

## Línia de Successió

### Comtes de Savoia
Branca principal
- 1003 - 1047 o 1048: Humbert I de Savoia
- 1048 - 1051 o 1056: Amadeu I dit Coda, fill de l'anterior
- 1051 o 1056 - 1060: Odó I, germà de l'anterior

regència 1060 - 1091: Adelaida de Susa, esposa de l'anterior
- 1060 - 1078: Pere I, fill de l'anterior
- 1060 - 1080: Amadeu II, germà de l'anterior
- 1080 - 1103: Humbert II, fill de l'anterior
- 1103 - 1148: Amadeu III, fill de l'anterior
- 1148 - 1189: Humbert III, fill de l'anterior
- 1189 - 1233: Tomàs I, fill de l'anterior
- 1233 - 1253: Amadeu IV, fill de l'anterior
- 1253 - 1263: Bonifaci I, fill de l'anterior

regència 1253 - 1259: Tomàs II, fill de Tomàs I de Savoia
- 1263 - 1268: Pere II, fill de Tomàs I de Savoia
- 1268 - 1285: Felip I, germà de l'anterior
- 1285 - 1323: Amadeu V, fill de Tomàs II de Savoia
- 1323 - 1329: Eduard, fill de l'anterior
- 1329 - 1343: Aimone, germà de l'anterior
- 1343 - 1383: Amadeu VI, fill de l'anterior
- 1383 - 1391: Amadeu VII, fill de l'anterior
- 1391 - 1416: Amadeu VIII, fill de l'anterior

el 1416 l'emperador Segimon I elevà el títol a Duc de Savoia.

### Ducs de Savoia
- 1416 - 1440: Amadeu VIII
- 1440 - 1465: Lluís I, fill de l'anterior
- 1465 - 1472: Amadeu IX, fill de l'anterior
- 1472 - 1482: Filibert I, fill de l'anterior
- 1482 - 1490: Carles I, germà de l'anterior
- 1490 - 1496: Carles II, fill de l'anterior
- 1496 - 1497: Felip II, fill de Lluís I
- 1497 - 1504: Filibert II, fill de l'anterior
- 1504 - 1553: Carles III, germà de l'anterior
- 1553 - 1580: Manuel Filibert, fill de l'anterior
- 1580 - 1630: Carles Manuel I, fill de l'anterior
- 1630 - 1637: Víctor Amadeu I, fill de l'anterior
- 1637 - 1638: Francesc Jacint, fill de l'anterior

regència 1637 - 1663: Maria Cristina de França, esposa de Víctor Amadeu I
- 1638 - 1675: Carles Manuel II, germà de l'anterior
- 1675 - 1720: Víctor Amadeu II, fill de l'anterior

el 1713 es converteix en Rei de Sicília i el 1720 bescanvia aquest regne pel Regne de Sardenya-Piemont

### Monarques de Piemont-Sardenya (reis de Sardenya, prínceps del Piemont, ducs de Savoia, etc.)

Bandera del Regne d'Itàlia (1961-1946)

- 1720 - 1730: Víctor Amadeu II
- 1730 - 1773: Carles Manuel III, fill de l'anterior
- 1773 - 1796: Víctor Amadeu III, fill de l'anterior
- 1796 - 1802: Carles Manuel IV, fill de l'anterior
- 1802 - 1821: Víctor Manuel I, germà de l'anterior
- 1821 - 1831: Carles Fèlix, germà de l'anterior

Branca Savoia-Carignano, descendents de Carles Manuel I
- 1831 - 1849: Carles Albert I
- 1849 - 1861: Víctor Manuel II, fill de l'anterior

el 1861 finalitza la unificació italiana i és nomenat rei d'Itàlia

### Reis d'Itàlia
- 1861 - 1878: Víctor Manuel II
- 1878 - 1900: Humbert I, fill de l'anterior
- 1900 - 1946: Víctor Manuel III, fill de l'anterior
- 1946: Humbert II, fill de l'anterior (Lloctinent del Regne del 5 de juny de 1944 al 9 de maig de 1946 i rei d'Itàlia entre el 9 de maig i el 2 de juny 1946, data del referèndum amb el qual els italians decidiran constituir una República i abolir la monarquia)

### Governants d'altres estats
- 1871 - 1873: Amadeu I d'Espanya, rei d'Espanya[5] i fill de Víctor Manuel II d'Itàlia
- 1941 - 1943 Tomislav II, rei de l'Estat Independent de Croàcia[6] i net d'Amadeu I d'Espanya

## Genealogia
```
Humbert I el de les Mans Blanques
 (980-1048), comte de Savoia
│
├─> 
Amadeu I
 (-1051), comte de Savoia
│
└─> 
Otó I
 (-1060), comte de Savoia
│
├─> 
Pere I
 (-1078), comte de Savoia
│
└─> 
Amadeu II
 (1048-1094), comte de Savoia
│
└─> 
Humbert II
 (mort el 1103), comte de Savoia
│
└─> 
Amadeu III
 (v. 1095-
30 d'agost de 1149
), comte de Savoia
│
└─> 
Humbert III
 (1136-1189), comte de Savoia
│
└─> 
Tomàs I
 (v. 1177-1233), comte de Savoia i senyor de Piemont
│
├─> 
Amadeu IV
 (1197-1253), comte de Savoia
│ │
│ └─> 
Bonifaci
 (1244-1263), comte de Savoia
│
│ Prínceps de Piemont
├─> 
Tomàs II
 (1199-1259), senyor de Piemont
│ │
│ ├─> 
Tomàs III
 (1248-1282), senyor de Piemont
│ │ │
│ │ └─> 
Felip I
 (1278-1334), senyor de Piemont, 
príncep d'Acaia
 de 1301 z 1307, fill de l'anterior
│ │ │
│ │ └─> 
Jaume
 (1315-1367), senyor de Piemont
│ │ │
│ │ ├─> 
Felip II
 (1340-1368), senyor de Piemont
│ │ │
│ │ ├─> 
Amadeu
 (1363-1402), senyor de Piemont
│ │ │
│ │ └─> 
Lluís
 (1364-1418), senyor de Piemont
│ │
│ │ Comtes de Savoia
│ ├─> 
Amadeu V
 (v. 1249-1323), comte de Savoia 
│ │ │
│ │ ├─> 
Eduard
 (1284-1329), comte de Savoia 
│ │ │
│ │ └─> 
Aimó
 (1291-1343), comte de Savoia 
│ │ │
│ │ └─> 
Amadeu VI
 (1334-1383), comte de Savoia 
│ │ │
│ │ └─> 
Amadeu VII
 (1360-1391), comte de Savoia 
│ │ │
│ │ └─> 
Amadeu VIII
 (1383-1451), duc de Savoia, príncep de Piemont 
│ │ │
│ │ └─> 
Lluís I
 (1402-1465), duc de Savoia
│ │ │
│ │ ├─> 
Amadeu IX
 (1435-1472), duc de Savoia
│ │ │ │
│ │ │ ├─> 
Filibert I
 (1465-1482), duc de Savoia
│ │ │ │
│ │ │ └─> 
Carles I
 (1468-1490), duc de Savoia
│ │ │ │
│ │ │ └─> 
Carles II
 (1489-1496), duc de Savoia
│ │ │
│ │ ├─> 
Lluís
 (1436-1482), comte de Ginebra, rei de Xipre
│ │ │
│ │ ├─> 
Felip II
 (1438-1497), duc de Savoia
│ │ │ │
│ │ │ ├─> 
Filibert II
 (1480-1504), duc de Savoia
│ │ │ │
│ │ │ ├─> 
Lluïsa de Savoia
 (1476-1531)
│ │ │ │ X 
Carles d'Orleans (1459-1496)
, comte d'Angulema
│ │ │ │ │
│ │ │ │ └─> 
Francesc I de França
+, rei de França 
│ │ │ │
│ │ │ ├─> 
Carles III
 (1486-1553), duc de Savoia
│ │ │ │ │
│ │ │ │ └─> 
Manel Filibert
 (1528-1580), duc de Savoia
│ │ │ │ │
│ │ │ │ └─> 
Carles Manuel I 
el Gran
 (1562-1630), duc de Savoia
│ │ │ │ │
│ │ │ │ ├─
Víctor Amadeu I
 (1587-1637), duc de Savoia
│ │ │ │ │ │
│ │ │ │ │ ├─> 
Francesc Jacint
 (1627-1638), duc de Savoia
│ │ │ │ │ │
│ │ │ │ │ └─> 
Carles Manuel II
 (1634-1675), duc de Savoia
│ │ │ │ │ │
│ │ │ │ │ └─> 
Víctor-Amadeu II
 (1666-1732), duc de Savoia, rei de Sicília, rei de Sardenya
│ │ │ │ │ │
│ │ │ │ │ └─> 
Carles-Manuel III
 (1701-1773), rei de Sardenya
│ │ │ │ │ │
│ │ │ │ │ └─> 
Víctor Amadeu III
 (1726-1796), rei de Sardenya
│ │ │ │ │ │
│ │ │ │ │ ├─> 
Carles ManelIV
 (1751-1819), rei de Sardenya
│ │ │ │ │ │
│ │ │ │ │ ├─> 
Víctor Manuel I
 (1759-1824), rei de Sardenya
│ │ │ │ │ │
│ │ │ │ │ └─> 
Carles Fèlix
 (1765-1831), rei de Sardenya
│ │ │ │ │
│ │ │ │ │ Casa de Savoia-Carignan
│ │ │ │ └─> 
Tomàs
 (1595-1656), príncep de Carignan
│ │ │ │ │
│ │ │ │ ├─> 
Manel Filibert
 (1628-1709), príncep de Carignan
│ │ │ │ │ │
│ │ │ │ │ └─> 
Víctor Amadeu I
 (1690-1741), príncep de Carignan
│ │ │ │ │ │
│ │ │ │ │ └─> 
Lluís Víctor
 (1721 † 1778), príncep de Carignan
│ │ │ │ │ │
│ │ │ │ │ └─> 
Víctor Amadeu II
 (1743 † 1780), príncep de Carignan │
│ │ │ │ │ │ │
│ │ │ │ │ │ └─> 
Carles Manel
 (1770 † 1800), príncep de Carignan │
│ │ │ │ │ │ │
│ │ │ │ │ │ ├─> 
Carles Albert
 (1798-1849), rei de Sardenya │
│ │ │ │ │ │ │ │
│ │ │ │ │ │ │ └─> 
Víctor Manuel II
 (1820-1878), rei de Sardenya, després rei d'Itàlia │
│ │ │ │ │ │ │ │
│ │ │ │ │ │ │ ├─> 
Humbert I
 (1844-1900), rei d'Itàlia │
│ │ │ │ │ │ │ │ │
│ │ │ │ │ │ │ │ └─> 
Víctor Manuel III
 (1869-1947), rei d'Itàlia │
│ │ │ │ │ │ │ │ │
│ │ │ │ │ │ │ │ └─> 
Humbert II
 (1904-1983), rei d'Italie │
│ │ │ │ │ │ │ │ │
│ │ │ │ │ │ │ │ └─> 
Víctor Manel
 (1937) │
│ │ │ │ │ │ │ │ │
│ │ │ │ │ │ │ │ └─> 
Manel Filibert
 (1972) │
│ │ │ │ │ │ │ │
│ │ │ │ │ │ │ │ Duc d'Aosta
│ │ │ │ │ │ │ └─> 
Amadeu I
 (1845-1890), duc d'Aoste, rei d'Espanya │
│ │ │ │ │ │ │ │
│ │ │ │ │ │ │ └─> 
Manel Filibert
 (1869-1931), duc d'Aosta │
│ │ │ │ │ │ │ │
│ │ │ │ │ │ │ ├─> 
Amadeu II
 ((1898-1942), duc d'Aosta, virrei d'Etiòpia │
│ │ │ │ │ │ │ │
│ │ │ │ │ │ │ └─> 
Aimó
 (1900-1948), duc d'Aosta, rei de Croàcia (Tomislav II) │ 
│ │ │ │ │ │ │ │
│ │ │ │ │ │ │ └─> 
Amadeu III
 (1943), duc d'Aosta │ 
│ │ │ │ │ │ │ │
│ │ │ │ │ │ │ └─> 
Aimó de Savoia
 (1967)
│ │ │ │ │ │ │ │
│ │ │ │ │ │ │ └─>Humbert de Savoia (2009)
│ │ │ │ │ │ │
│ │ │ │ │ │ │ Duc de Gènova
│ │ │ │ │ │ └─> Ferran (1822-1855), duc de Gènova
│ │ │ │ │ │ │
│ │ │ │ │ │ └─> Tomàs (1854-1931), duc de Gènova
│ │ │ │ │ │ │
│ │ │ │ │ │ ├─> Ferran (1884-1963), duc de Gènova
│ │ │ │ │ │ │
│ │ │ │ │ │ └─> Eugeni (1906), duc d'Ancona
│ │ │ │ │ │
│ │ │ │ │ └─> Eugeni Hilarió (1753-1785), comte de Villafranca
│ │ │ │ │ │
│ │ │ │ │ └─> Adalbert (1942), comte de Villafranca-Soissons 
│ │ │ │ │ 
│ │ │ │ │ Comtes de Soissons
│ │ │ │ └─> 
Eugeni Maurici
 (1635-1673), comte de Soissons
│ │ │ │ │
│ │ │ │ ├─> 
Lluís Tomàs
 (1657-1702), comte de Soissons
│ │ │ │ │ |
| | | | | └─> 
Maria Anna Victòria
 (1686-1763), princesa de Savoia
│ │ │ │ │ │
│ │ │ │ │ └─> 
Manel Tomàs
 (1687-1729), comte de Soissons
│ │ │ │ │ │
│ │ │ │ │ └─> 
Eugeni Joan Francesc
 (1714-1734), comte de Soissons
│ │ │ │ │
│ │ │ │ └─> 
Eugeni
 (1663-1736)
│ │ │ │
│ │ │ │ Ducs de Nemours
│ │ │ └─> 
Felip
 (1490-1533), duc de Nemours
│ │ │ │
│ │ │ └─> 
Jaume
 (1531-1585), duc de Nemours
│ │ │ │
│ │ │ ├─> 
Carles-Manel
 (1567-1595), duc de Nemours
│ │ │ │
│ │ │ └─> 
Enric I
 (1572-1632), duc de Nemours
│ │ │ │
│ │ │ ├─> 
Lluís
 (1615-1641), duc de Nemours
│ │ │ │
│ │ │ ├─> 
Carles Amadeu
 (1624-1652), duc de Nemours
│ │ │ │
│ │ │ └─> 
Enric II
 (1625-1659), arquebisbe de Reims
│ │ │
│ │ └─> 
Carlota de Savoia
 (1445-1483)
│ │ X 
Lluís XI de França
, rei de França
│ │
│ │ Senyors de Vaud
│ └─> Lluís I (1250-1302), senyor de Vaud
│ │
│ └─> Lluís II (1290-1350), senyor de Vaud
│ │
│ └─> Lluís (III) (-1339)
│
├─> 
Pere II
 (vers 1203-1268), comte de Savoia
│
└─> 
Felip I
 (1207-1285), comte de Savoia
```